# Station Amersfoort NCS
Station Amersfoort NCS is het oude station van Amersfoort, dat tot 1904 in gebruik was door de Nederlandsche Centraal-Spoorweg-Maatschappij.
De NCS exploïteerde de Centraalspoorweg tussen Utrecht, Amersfoort, Zwolle en Kampen.
Het station, van het Standaardtype NCS 1e klasse, werd geopend op 20 augustus 1863 en gesloten in 1904. De NCS maakte voortaan gebruik van het nieuwe HSM-station, het huidige station Amersfoort Centraal.
Het stationsgebouw bestaat nog steeds en is te zien vanuit de trein bij vertrek of aankomst in de richtingen Zwolle, Apeldoorn of Barneveld. Sinds 2019 heeft de Amerikaanse gitaarfabrikant Gibson er zijn Europese hoofdkantoor gevestigd.

## Fotogalerij

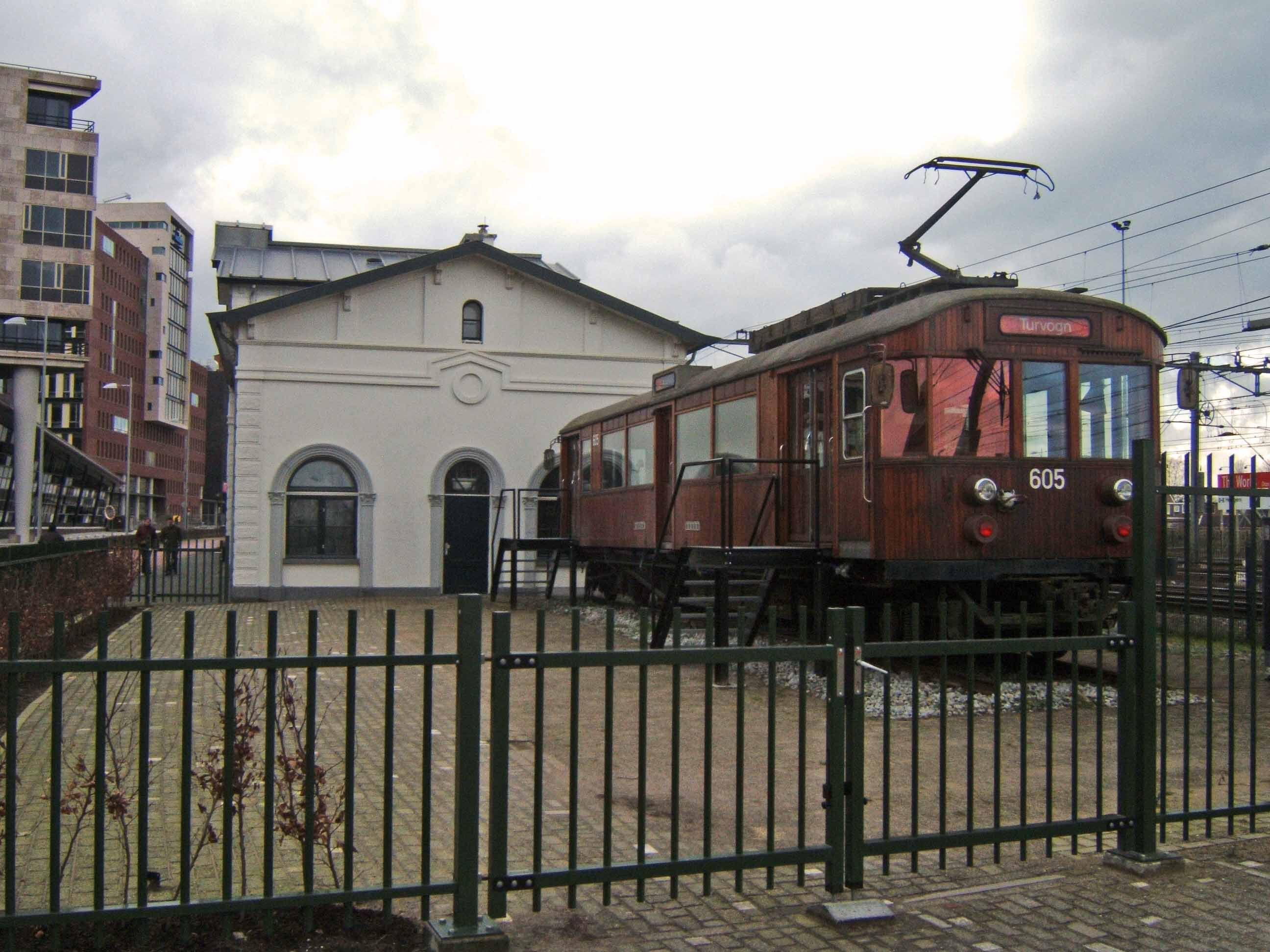
Naast Station Amersfoort NCS staat als blikvanger rijtuig 605 van de Holmenkollenbaan in Oslo.
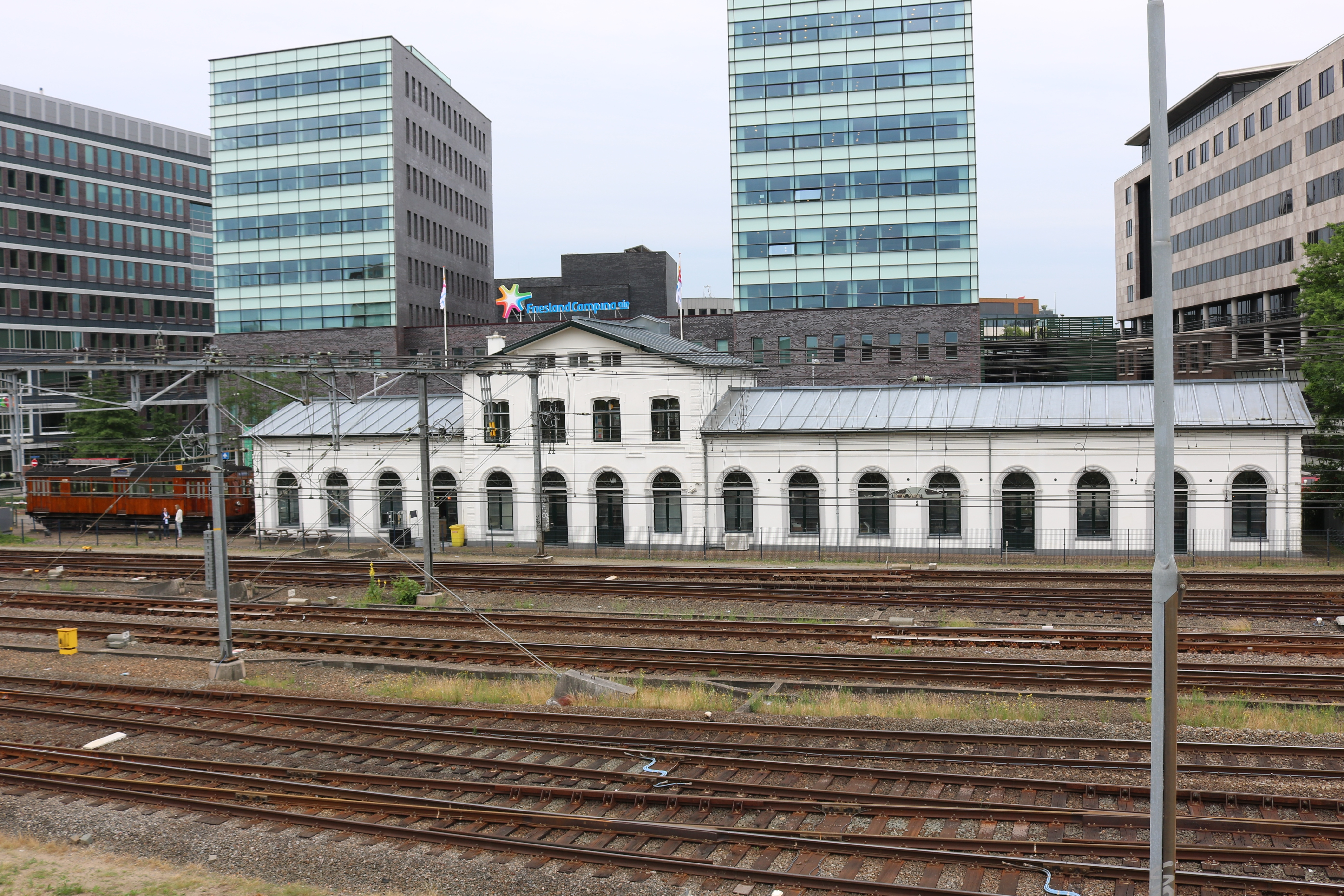
Station Amersfoort NCS

0: Utrecht Centraal ·
1: Utrecht Buurtstation ·
2:Amsterdamsche Straatweg ·
2: Vechtbrug ·
3: Utrecht Overvecht ·
5: Blauwkapel ·
7: Groenekan Oost ·
9: Bilthoven ·
12: Den Dolder ·
16: Soestduinen ·
19: De Vlasakkers ·
21: Amersfoort Centraal ·
22: Amersfoort NCS ·
23: Amersfoort Koppel ·
24: Bloemendaalsche Weg ·
25: Amersfoort Schothorst ·
26: Liendert ·
28: Hooglanderveen ·
28: Amersfoort Vathorst ·
29: Hoevelaken ·
30: Slichtenhorst ·
32: Nijkerk ·
34: Diermen ·
36: Hooge Steeg ·
38: Bijsteren ·
40: Putten ·
43: Volenbeek ·
45: Ermelo ·
47: Horst-Tonsel ·
49: Harderwijk ·
55: Hulshorst ·
58: Nieuw Groeneveld ·
64: Nunspeet ·
70: 't Harde ·
73: Oldebroek ·
79: Wezep ·
83: Hattemerbroek ·
88: Zwolle NCS ·
88: Zwolle ·
101: Kampen
Abcoude · 
Amersfoort:
-Centraal · 
-Schothorst · 
-Vathorst · 
Baarn · 
Bilthoven · 
Breukelen · 
Bunnik · 
Den Dolder · 
Driebergen-Zeist · 
Hoevelaken · 
Hollandsche Rading ·
Houten · 
-Castellum · 
Leerdam · 
Maarn · 
Maarssen · 
Rhenen · 
Soest · 
-Zuid · Soestdijk · 
Utrecht:
-Centraal · 
-Leidsche Rijn · 
-Lunetten · 
-Maliebaan · 
-Overvecht · 
-Terwijde · 
-Vaartsche Rijn · 
-Zuilen · 
Veenendaal: 
-Centrum · 
-West · 
Vleuten · 
Woerden
Voormalige stations: zie de lijst van voormalige spoorwegstations in Utrecht